# Jean Martin (homme politique)
Pour les articles homonymes, voir Jean Martin et Martin.
Jean Martin est un homme politique français né le 16 août 1863 à Dommartin (Nièvre) et décédé le 21 octobre 1926 à Vitry-sur-Seine (Val-de-Marne).
Tisseur et apprêteur d'étoffes jusqu'en 1892, il devient ensuite comptable. Militant socialiste, il conseiller municipal de Vitry-sur-Seine en 1896 et adjoint au maire en 1914. Conseiller général en 1904, il est vice-président en 1916 et président du conseil général de la Seine en 1919. Il est député de la Seine de 1924 à 1926, sur la liste du Cartel des gauches, en même temps que Poncet, Lucien Voilin, Charles Auray et Pierre Laval, tête de liste. Il est inscrit au groupe SFIO.

## Sources
- « Jean Martin (homme politique) », dans le Dictionnaire des parlementaires français (1889-1940), sous la direction de Jean Jolly, PUF, 1960 [détail de l’édition]